# فرانسوا بلانك
فرانسوا بلانك هو لاعب هوكي الجليد سويسري، ولد في 30 ديسمبر 1930 في نوشاتيل في سويسرا.

## وصلات خارجية
- فرانسوا بلانك على موقع EliteProspects.com (الإنجليزية)
- فرانسوا بلانك على موقع أوليمبيديا (الإنجليزية)